# Plailly
Plailly é uma comuna francesa na região administrativa de Altos da França, no departamento de Oise. Estende-se por uma área de 16,25 km². Em 2010 a comuna tinha 1 913 habitantes (densidade: 117,7 hab./km²). 
Nesta região , é possivel encontrar o conhecido "Parc Astérix" - um grande parque tematico